# Federico Higuaín
Federico Higuaín (ur. 25 października 1984 w Villa Celina) – argentyński piłkarz, występujący na pozycji ofensywnego pomocnika lub napastnika. Były zawodnik m.in. River Plate i Beşiktaşu. Od 2020 roku występuje w Inter Miami CF. Federico to brat Gonzalo Higuaína, piłkarza Interu Miami.